# علامة فوق قطعية
العلامات فوق القطعية هي العلامات التي تجعل على حروف الوحدات فوق القطعية للدلالة على أن لهذه الحروف صفات فوق قطعية كالتشديد والنبر. مثلا علامة النقطتين المثلثتين (‎نقطتان رأسيتان‏) تدل على شد الحرف الصامت أو مد الحرف المصوت.